# Корониде
Корониде су у грчкој митологијији биле нимфе, које су добиле назив по Корониди, Асклепијевој мајци, с обзиром да им је судбина била слична.

## Митологија
Хад и Персефона су послали кугу на Тебу, вероватно као казну због тога што је краљ Креонт одбио да сахрани погинуле у рату седморице против Тебе. Због тога су се Корониде, Метиоха и Менипа, Орионове (и Сидине) кћерке, како би спасиле своје суграђане, жртвовале боговима Подземља. Хад и Персефона су их примили у своје царство, али су се ипак сажалили и њихова мртва тела претворили у комете. Њихова имена су или изведена од грчке речи korônis, што би значило комета или крива, или korônê, што би значило ткачки чунак (којим су себи проболе мозак) или врана. Аоњани су им подигли светилиште близу Орхомена, где су им, сваке године, младићи и девојке приносили жртве. Према неким изворима, цео догађај се и збио у Орхомену. Према другој причи, из пепела мртвих сестара су се родили браћа близанци, Корониди.